# إليز فورد
إليز فورد (بالإنجليزية: Elise Ford)‏ هي عارضة فنية ‏ ورسامة أمريكية، ولدت في 27 نوفمبر 1912، وتوفيت في 23 يوليو 1963.